# Močovinový cyklus

Schéma močovinového cyklu

Močovinový cyklus, také ornitinový cyklus, je metabolickým cyklem, který pomáhá tělu zbavovat se nadbytečného dusíku. Ten je zakomponován do močoviny a posléze v moči vyloučen ven. Močovinový cyklus slouží k ochraně organismu před toxickými účinky amoniaku (čpavku). Močovina, do které je amoniak zabudováván, je výrazně méně toxická. Močovinový cyklus probíhá hlavně v játrech, přičemž část cyklu se odehrává v mitochondrii a druhá část v cytoplazmě.
Souhrn močovinového cyklu lze zapsat:
HCO3− + NH3 + Asp + 3ATP → CO(NH2)2 + fumarát + 2ADP +1AMP + 2Pi+ 1PPi

## Vylučování dusíku
Nadbytečný dusík organismy vylučují třemi způsoby - ve formě:
- amoniaku (čpavku) – vodní živočichové – amoniak, který je primárním dusíkatým produktem při odbourávání aminokyselin, je neurotoxický a pro jeho účinné vylučování je zapotřebí velké množství vody a relativně pomalého metabolismu.
- močoviny – savci – je minimálně toxická, pro její vylučování je zapotřebí relativně malého objemu vody (v porovnání s amoniakem)
- kyseliny močové – plazi, ptáci, hmyz – je ve vodě málo rozpustná, při jejím vylučování dochází k minimálním ztrátám vody. Kyselina močová je i finálním produktem degradace purinových nukleotidů u některých živočichů

vylučované dusíkaté látky
amoniak (čpavek)
močovina (urea)
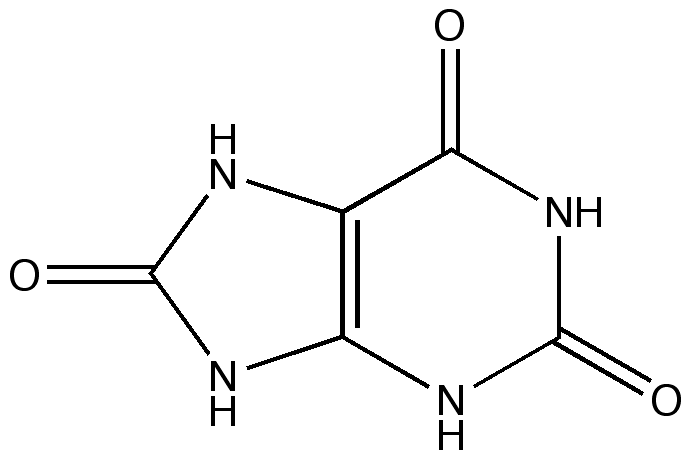
kyselina močová

## Vznik amoniaku pro močovinový cyklus
Aminokyseliny získané ať už z potravy nebo degradací proteinů v buňce jsou buď znovu využity k syntéze proteinů, nebo odbourány za zisku energie. Prvním krokem pro jejich odbourání je deaminace – zbavení aminoskupiny. Aminoskupina je přeměněna v procesu transaminace na oxoskupinu (keto skupinu) a aminokyseliny jsou pak dále odbourávány příslušnými biochemickými dráhami.
Transaminací se nicméně amino skupina ve skutečnosti neodstraňuje, je pouze přenášena. K odstranění amino skupiny z molekuly pak slouží oxidační deaminace L-glutamátu (kyseliny glutamové), při které je aminoskupina oxidována na iminoskupinu, která poté spontánně hydrolyzuje za vzniku amoniaku a hydroxylové skupiny. Enzym, který tuto reakci katalyzuje se nazývá glutamátdehydrogenáza.

## Průběh močovinového cyklu
Amoniak vzniklý při oxidační deaminaci je vázán při močovinovém cyklu do močoviny, čímž se zabrání jeho toxickému působení. Fixace amoniaku je zahájena v mitochondriálním matrix. V cytoplazmě se pak ke vznikající močovině přidá dusík z aspartátu (kyseliny asparagové) a dojde k uvolnění močoviny a regeneraci vstupních látek (ornitinu)
- Místo amoniaku vzniklého oxidační deaminací glutamátu může sloužit jako zdroj dusíku pro syntézu karbamoylfosfátu také glutamin.

### Mitochondrie

mitochondrie

- Amoniak je v mitochondriálním matrix fixován za spotřeby dvou molekul ATP do sloučeniny karbamoylfosfátu. Karbamoylfosfát pak je konjugován s ornitinem za vzniku citrulinu, který je pak přenesen pomocí specifického přenašeče do cytoplazmy.
- Amoniak ve vzniklém karbamoylfosfátu je zdrojem jednoho z dusíků ve vznikající močovině.

### Cytoplazma
- Citrulin je po přenesení do cytoplazmy konjugován za spotřeby 2 ekvivalentů ATP s aspartátem – zdrojem druhého dusíku ve vznikající močovině – za vzniku argininosukcinátu.
- Argininosukcinát je dále štěpen enzymem argininosukcinázou (argininosukcinát lyázou) za vzniku aminokyseliny argininu a fumarátu (který je dále v citrátovém cyklu přeměněn na oxalacetát, který lze transaminací převést zpět na aspartát).
- Vzniklý arginin je enzymem arginázou hydrolyticky rozštěpen na močovinu a ornitin. Ornitin je přenesen do mitochondriální matrix a celý cyklus se uzavře.

### Enzymy močovinového cyklu
| název                                     | zkratka | katalyzovaná reakce                                      | lokalizace v buňce |
| karbamoylfosfát syntétáza                 | CPS1    | NH4+ + HCO3−+2ATP → karbamoylfosfát + 2ADP+ Pi           | mitochondrie       |
| ornitin transkarbamoyláza                 | OTC     | karbamoylfosfát + ornitin → citrulin + Pi                | mitochondrie       |
| argininosukcinát syntetáza                | ASS     | citrulin + aspartát + ATP → argininosukcinát + AMP + PPi | cytoplazma         |
| argininosukcináza (argininosukcinát lyáza | ASL     | argininosukcinát → arginin a fumarát                     | cytoplazma         |
| argináza                                  | ARG1    | arginin → močovina + ornitin                             | cytoplazma         |

## Regulace močovinového cyklu
Vylučování nadbytečného dusíku musí být velmi přísně kontrolováno, protože i minimální nárůst koncentrace amoniaku je pro tělo velikou zátěží. Klíčovým bodem je aktivita enzymu karbamoylfosfát syntetázy, která je aktivována N-acetylglutamátem. N-acetylglutamát je syntetizován v jaterních mitochondriích z L-glutamátu a Acetyl-CoA. Nárůst koncentrace glutamátu (jako odpověď na zvýšenou degradaci aminokyselin) vede k nárůstu koncentrace N-acetylglutamátu.
Tento regulační systém je ještě zesílen působením enzymu glutaminázy, který rozkládá L-glutamin na L-glutamát a amoniak, čímž způsobuje nárůst koncentrace glutamátu. Navíc tento enzym je aktivován svým vlastním produktem - amoniakem (příklad pozitivní zpětné vazby). Koncentrace glutaminu také kopíruje intenzitu rozkladu aminokyselin (glutamin je vedle glutamátu a aspartátu další aminokyselinou, která je schopná vyvazovat amoniak).

## Rozklad močoviny
Působením bakterií (resp. jejich enzymu ureázy), dochází k rozkladu močoviny na amoniak a oxid uhličitý. Uvolněný amoniak pak způsobuje charakteristický dráždivý zápach odstáté moči. Amoniak může být použit rostlinami i bakteriemi na výstavbu aminokyselin, nebo je oxidován bakteriemi na molekulární dusík (N2) (popř. dusičnany).